# 無限春光27
《無限春光27》，是新加坡導演邱金海的2015年劇情長片作品。電影首映在2015年9月多倫多國際影展，並前往聖塞瓦斯蒂安國際電影節、釜山國際電影節和新加坡国际电影节巡迴放映。影片被視為新加坡首部情色電影。

## 劇情
講述新加坡飯店27號房在六個以不同時代為背景下，將所發生的所有故事，逐一連繫起來。

## 演員
- 何超儀
- 西野翔
- 崔宇植
- 吳宇衛
- 王冠逸
- 金花雨

## 逸聞
- 本電影女主角之一何超儀之父親何鴻燊2020年5月26日病逝，何超儀接受訪問時提到，何鴻燊得知何超儀接拍這套電影後，第一句就問：「你唔係呀？你又做雞（妓女），可唔可以唔好再做雞？」[5]

## 獎項
- 何超儀在《第一屆馬來西亞國際電影人年展》中，憑《無限春光27》奪得最佳女配角。[5]

## 外部連結
- 開眼電影網上《無限春光27》的資料（繁體中文）
- Yahoo奇摩電影上《無限春光27》的資料（繁體中文）
- 时光网上《無限春光27》的資料（简体中文）
- 豆瓣电影上《無限春光27》的資料 （简体中文）
- 互联网电影数据库（IMDb）上《無限春光27》的资料（英文）